# Пиб'їнське сільське поселення
Пи́б'їнське сільське поселення — колишнє муніципальне утворення у складі Балезінського району Удмуртії, Росія. Адміністративний центр — село Пиб'я.
Розформоване 30 травня 2021 року законом Удмуртської Республіки за 17 травня 2021 року № 49-РЗ через переформування муніципального району на муніципальний округ.
Населення — 718 осіб (2015; 731 в 2012, 742 в 2010).
До складу поселення входять такі населені пункти:
| Населений пункт       | Населення, осіб (2010) | Населення, осіб (2012) |
| --------------------- | ---------------------- | ---------------------- |
| Ванягурт, присілок    | 0                      | 0                      |
| Верх-Кестим, присілок | 42                     | 43                     |
| Нуризово, присілок    | 140                    | 139                    |
| Пиб'я, село           | 465                    | 455                    |
| Підборново, присілок  | 95                     | 94                     |

В поселенні діють середня (Пиб'я) та початкова (Підборново) школи, садочок (Пиб'я), бібліотека, клуб, медпункт та фельдшерсько-акушерський пункт. Серед підприємств працюють ТОВ «Орловське», СПК «Колгосп „Шлях до комунізму“» та СПК «Балезинський».